# Mistrzostwa w Szachach Dziennych
Mistrzostwa w Szachach Dziennych (ang. Daily Chess Championship) – największy turniej szachowy online. Rozgrywane są na platformie Chess.com od 2018 roku. Zawody ze względu na otwartą formułę od samego początku przyciągają tysiące szachistów, a z każdym rokiem ta liczba rośnie. Wzrost zainteresowania szachami dziennymi był szczególnie widoczny podczas Pandemii COVID-19. Kolejny wzrost popularności nastąpił wraz z premierą serialu „Gambit Królowej” na platformie Netflix.

Podczas gdy w pierwszej edycji Mistrzostw Szachów Dziennych brało udział nieco ponad 7000 graczy, to już po 5 latach, w 2023 roku, z powodu znacznego zainteresowania wydarzeniem, organizator musiał ograniczyć liczbę uczestników do 35 000. Z powodu sukcesu frekwencji, zdecydowano, że w 2024 roku nie będzie żadnych ograniczeń co do liczby uczestników. Pozwoliło to na ustanowienie kolejnego rekordu (60 000 graczy) pod względem liczby zawodników szachowych w jednym turnieju online.

## Formuła turnieju
Turniej zaczyna się zawsze 1 stycznia i w zależności od liczby uczestników składa się z 4 lub 5 rund. Wszyscy gracze zostają podzieleni na grupy (maksymalnie 12 osobowe), z których do następnej rundy awansują tylko zwycięzcy. Zawodnicy rozgrywają w każdej z rund jednocześnie nie więcej niż 22 partie z każdym przeciwnikiem białymi i czarnymi, przy czym na każdy ruch jest przeznaczony maksymalnie jeden dzień. Zwycięzcą Mistrzostw zostaje zawodnik który zgromadzi najwięcej punktów w ostatniej rundzie.

## Reguły
Szachy dzienne to przeniesienie tradycyjnych szachów korespondencyjnych do Internetu.

## Medaliści mistrzostw w szachach dziennych
| Lp.                                                                           | Rok  | Złoto              | Srebro           | Brąz                                | Liczba zawodników |
| ----------------------------------------------------------------------------- | ---- | ------------------ | ---------------- | ----------------------------------- | ----------------- |
| 1                                                                             | 2018 | Jbd735             | Rob King         | Alexey Zimin                        | 7344              |
| 2                                                                             | 2019 | Sascha Grimm       | Jbd735           | Daan Brandenburg                    | 11609             |
| 3                                                                             | 2020 | Uffe Vinther-Schou | Andrei Belozerov | Irmak Sipahioglu                    | 16831             |
| 4                                                                             | 2021 | Uffe Vinther-Schou | Andrei Belozerov | Leonid Starozhilov Marcin Szymański | 16505             |
| 5                                                                             | 2022 | NefariousNebula    | Andrei Belozerov | volunteers1998                      | 33633             |
| 6                                                                             | 2023 | Marcin Szymański   | DanilinDP        | Kacper Drozdowski                   | 35000             |
| 7                                                                             | 2024 | patzers            | Yury Galichin    | Schadenfreude5                      | 60466             |
| 8                                                                             | 2025 | ?                  | ?                | ?                                   | 24760             |
| Pochyła czcionka – dostępne tylko nazwy użytkowników na platformie chess.com. |      |                    |                  |                                     |                   |

## Fair Play
Tradycyjne szachy korespondencyjne to tysiące listów zawierających kolejne posunięcia. Wraz z pojawieniem się Internetu, koperta ze znaczkiem została zastąpiona początkowo e-mailami, a następnie dedykowanymi platformami do tego typu turniejów.
Pojawiły się też silniki szachowe. Podczas Mistrzostw są one zakazane. Dodatkowo wszystkie partie zwycięzców grup są poddawane komputerowej analizie pod kątem fair-play. Regulamin turnieju zezwala jedynie na korzystanie z książek debiutowych, zarówno w wersji papierowej, jak i w formie baz danych debiutów. Takie zasady są jak najbardziej zgodne z duchem kopertowych szachów korespondencyjnych.